# Мергоцо
 Тази статия е за селището в Италия.  За езерото вижте Мергоцо (езеро).  
Мергоцо (на италиански: Mergozzo) е село и община в провинция Вербано-Кузио-Осола на регион Пиемонт, Северна Италия. Населението му е 2174 души (декември 2017 г.).
Намира се на 120 km североизточно от Торино и на 9 km северозападно от Вербания, на брега на езерото Мергоцо. Езерото е важен туристически обект в региона и туризмът е основа на икономиката на Мергоцо.